# 1970 en droit
Cet article présente les faits marquants de l'année 1970 en droit.

## Événements
- 19 juin : signature à Washington du traité de coopération sur les brevets[1] (entré en vigueur le 21 juin 1978).
- Vote de la Loi du 31 décembre 1970 portant sur les substances stupéfiantes en France.

## Décès
- 23 mai : René Capitant, homme politique et juriste français (né le 19 août 1901 à La Tronche)